# Zapadni novoaramejski
Zapadni novoaramejski (loghtha siryanoytha, maalula, neo-zapadnoaramejski, siryon; ISO 639-3: amw), jedan od dva zapadnoaramejska jezika kojim govori 15.000 ljudi (1996.) u Siriji, oko 50 kilometara sjeverno od Damaska u planinama Qalamoun. Sela u kojima se govori su, viz.: Ma’lula (8000), Bakh’a i Jubb ’Adin. 
Dijalekti nose nazive po selima, to su ma’lula (maalula, maaloula, ma’lu:la), bakh’a (bax’a) i jub-’adin (jubb ’adi:n). U upotrebi je i sjevernolevantinski arapski [apc].

## Vanjske poveznice
- Ethnologue (14th)
- Ethnologue (15th)